# Kunovice (ort i Tjeckien, Zlín, Okres Uherské Hradiště)
Kunovice är en stad i Tjeckien.   Den ligger i distriktet Okres Uherské Hradiště och regionen Zlín, i den östra delen av landet, 250 km sydost om huvudstaden Prag. Kunovice ligger 181 meter över havet och antalet invånare är 5 148.
Terrängen runt Kunovice är platt. Runt Kunovice är det ganska tätbefolkat, med 100 invånare per kvadratkilometer. Närmaste större samhälle är Uherské Hradiště, 2,9 km norr om Kunovice. Trakten runt Kunovice består till största delen av jordbruksmark.